# Чайка (магнитофон)
«Чайка» — марка советских катушечных ламповых магнитофонов III класса, выпускавшихся радиозаводом в г. Великие Луки в 1960-е годы. Все магнитофоны этой марки были сравнительно простыми недорогими аппаратами, потому пользовались популярностью у советских покупателей.

## «Чайка» 1956 года

Серийная «Чайка» 1956 года

Первый магнитофон под маркой «Чайка» разработан в 1956 году, с 1957 производился малой серией на только что введённом в строй Великолукском заводе. Сведений по этой модели очень мало, у коллекционеров сохранились единичные экземпляры. Особенности конструкции: стирание записи производится постоянным магнитом; управление лентопротяжным механизмом — с помощью рычажка, перемещающегося в крестообразной кулисе (подобный орган управления применялся на магнитофонах норвежской фирмы Tandberg в 50-е — 70-е годы). Из-за характерной ручки назывался он в те годы в среде знатоков — «Чайка» шоферская.

## «Чайка»

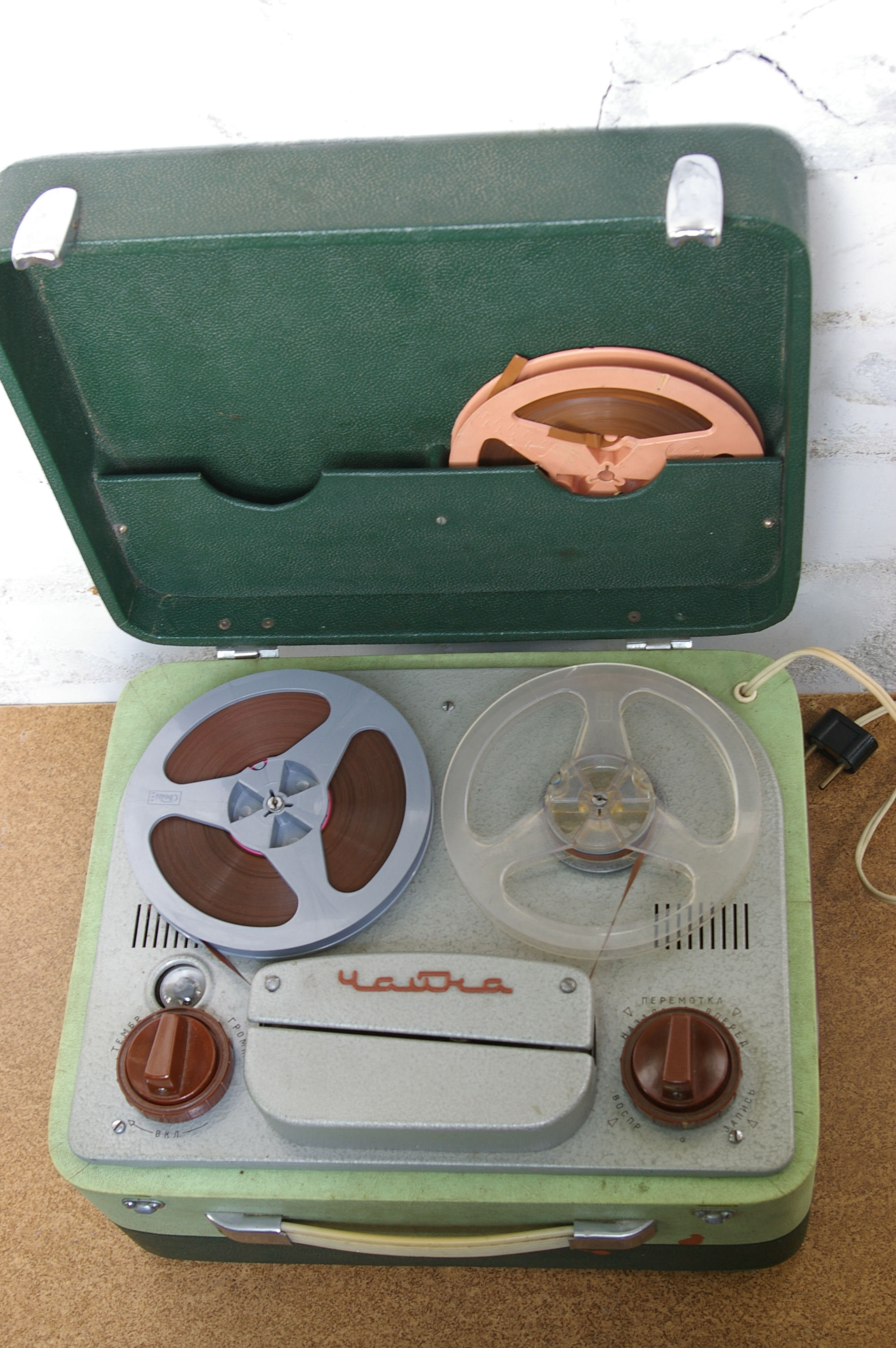
Серийная «Чайка» модели 1960 года

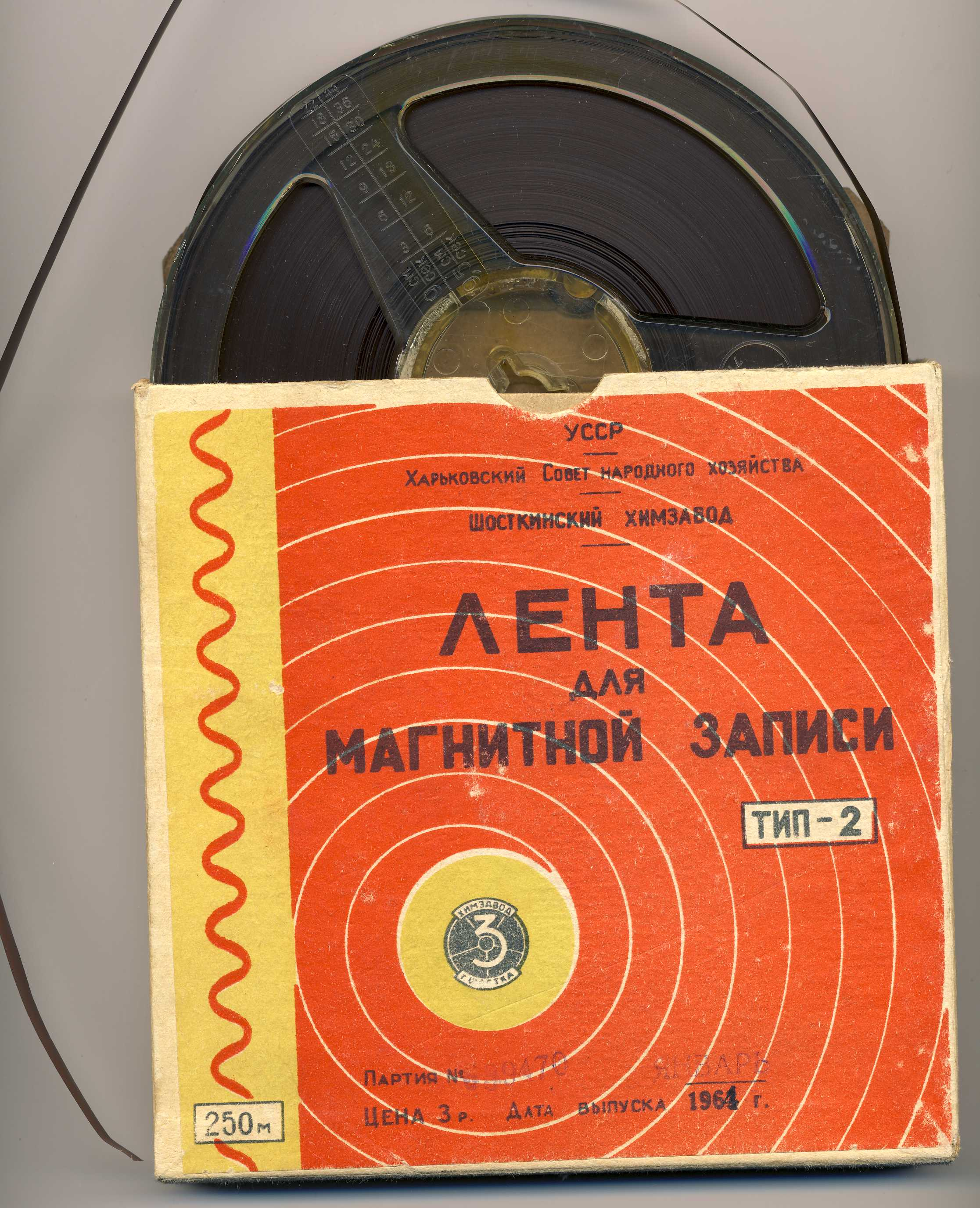
250-метровая катушка с лентой «тип 2», на которую была рассчитана первая «Чайка».

Серийная модель, выпускалась с 1960 года. Внешне очень похожа на «Чайку» 1956 года, но заметно отличается по устройству. По-другому решены органы управления, установлена обычная стирающая головка, питающаяся от генератора ультразвуковой частоты. Применяются катушки № 15 (диаметром 15 см), вмещающие 250 м магнитной ленты толщиной 55 мкм. Лентопротяжный механизм с одним асинхронным двигателем ЭДГ-1М. Скорость ленты — 9,53 см/с. Запись двухдорожечная. Диапазон частот на ленте типа 2 — 40…6000 Гц, выходная мощность — 1 Вт. Индикатор уровня записи — электронно-оптический («магический глаз»). Электронная часть собрана на трех пальчиковых и одной октальной лампе. Габариты магнитофона — 340×270×180 мм, масса 12 кг. Розничная цена в 1961 году — 85 рублей.

## «Чайка-М»
С 1964 года выпускалась несколько модернизированная «Чайка». За счёт применения новой универсальной головки частотный диапазон расширили до 40…10000 Гц, изменили схему выпрямителя и конструкцию узла ведущего вала. Слегка изменилось внешнее оформление. «Чайку-М» выпускали до конца 1967 года.

## «Чайка-66»
Модель 1966 года, существенно отличающаяся от предыдущей. На «Чайку-66» можно было устанавливать катушки № 18 (350 м ленты), они выступали за габарит корпуса. Установлены два громкоговорителя, а не один, как в прежних моделях. Лентопротяжный механизм выполнен по той же кинематической схеме, что у «Чайки», но конструктивно отличается. В нём применены лавсановые пасики, более прочные и долговечные, чем обычные резиновые. Введена блокировка от ошибочного включения записи. Диапазон частот на ленте типа 6 — 63…10000 Гц, выходная мощность 1 Вт. Габариты магнитофона — 385×320×150 мм, масса 10 кг. Розничная цена — 125 рублей.
Точно такой же магнитофон выпускали с 1967 года на Брянском электромеханическом заводе под названием «Брянск».
В 1967 году Великолукский завод начал выпускать новый магнитофон «Соната-1», являющийся развитием конструкции «Чайки-66», и с этих пор название «Чайка» больше не применялось. Однотипные с «Сонатами» магнитофоны Брянского завода примерно с 1973 г. стали называться «Снежеть».